# Sylvanus Griswold Morley (hispanista)
Sylvanus Griswold (Small) Morley (Baldwinsville, Massachusetts, 23 de febrero de 1878 - 24 de diciembre de 1970), hispanista estadounidense.
Nacido Sylvanus Griswold Small (su padre cambió el apellido en 1898), aprendió francés primero y luego español ayudándose de un Quixote como diccionario; bachiller en artes en 1898, maestro al año siguiente por Harvard y en 1902 doctor con una tesis sobre la influencia de la literatura española en Molière, visitó Francia, Italia, España y Portugal. 
Editó Spanish Ballads (1911) y obras de los hermanos Quintero, Benito Pérez Galdós, Vital Aza, etcétera. Tradujo a Rosalía de Castro al inglés (1937, Beside the River Sar) y se ha distinguido como un gran lopista. Presidió la norteamericana Asociación de Profesores de Español (1932) y la Modern Language Association of America (1950) y fue miembro correspondiente de la Academia de Bellas Artes de Valladolid (1934) y de la Hispanic Society of America, de la que obtuvo su medalla en 1941; en 1967 fue incluido por Hispania en la lista de los veinte hispanistas más influyentes.
Es autor, junto con Courtney Bruerton, de The Chronology of Lope de Vega's Comedias, (Nueva York: The Modern Language Association of America, 1940; revisado en 1947 por el mismo y por su asociada en 1963; trad. esp. con las revisiones Cronología de las comedias de Lope de Vega, Madrid: Gredos, 1968), un monumento de erudición, que utiliza criterios métricos para establecer una cronología segura de las piezas teatrales de Lope de Vega, pero también criterios históricos y documentales, y que se ha mostrado como certera. También escribió junto a Richard W. Tyler Los nombres de personajes en las comedias de Lope de Vega, Valencia: Castalia, 1961, 2 vols.